# De dood van Ivan Iljitsj

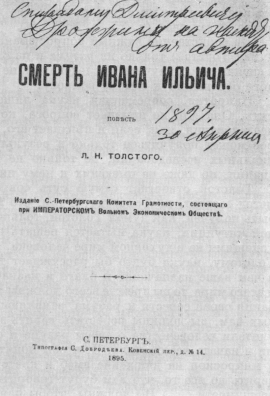
Scan van de titelpagina, uitgave 1895

De dood van Ivan Iljitsj (originele Russische titel: Смерть Ивана Ильича, Smert' Ivana Iljitsja) is een novelle van Leo Tolstoj en een van zijn meest geroemde werken uit zijn late periode. Het verhaal werd voor het eerst gepubliceerd in 1886. De novelle zou ten dele voortgekomen zijn uit Tolstojs intellectuele en spirituele innerlijk conflict dat onder meer leidde tot zijn bekering tot een boeddhistische vorm van het christelijk geloof. De kern van het verhaal is het onderzoek naar de aard van zowel leven als dood, en hoe de mens in het reine kan komen met de onvermijdelijke aard van de dood.

## Inhoud
Ivan Iljitsj, lid van het gerechtshof van Sint-Petersburg, leidt samen met zijn vrouw en gezin een zorgeloos bureaucratisch leven dat “zeer eenvoudig en gewoon en toch zeer beklemmend” is.
Op een dag, na een val na het ophangen van gordijnen, begint hij te lijden aan een geheimzinnige pijn in de linker onderbuik. De pijn wordt alsmaar ondraaglijker. Hij wordt ziek en wordt gedwongen dokters te bezoeken, die er maar niet in slagen de oorzaak van zijn ziekte te vinden. Tolstoj suggereert dat het gaat om een vorm van kanker. In elk geval wordt het alsmaar duidelijker dat hij ongeneeslijk, terminaal ziek is.
Ivan Iljitsj wordt geconfronteerd met het vooruitzicht te sterven en begint te beseffen dat hij niet of nooit waarlijk geleefd heeft. Noch hij noch zijn omgeving durven of willen de dood in de ogen kijken en hun ware gevoelens tonen. In het lange pijnlijke stervensproces begint hij door zelfonderzoek te beseffen hoe waardeloos zijn leven was, alsook de hypocrisie van zichzelf in het verleden en van de mensen rond hem die alleen winst willen halen uit zijn leven en lijden.
Alleen de eenvoud van zijn huisdienaar Gerasim, die geen verborgen agenda heeft, kan hem troost bieden. Tolstoj brengt nauwgezet het evoluerend bewustzijn van Ivan Iljitsj in beeld naarmate hij een steeds pijnlijkere dood tegemoet gaat. Aan het einde, luttele ogenblikken voor hij komt te overlijden, na een dagenlange schreeuw, ziet hij een licht waardoor hij zich bewust wordt dat zijn voorbije leven "niet zo geweest was als het had moeten zijn" en dat zijn vrouw en kinderen "zullen een verlichting voelen als ik sterf".

## Personages

### Ivan Iljitsj
Ivan Iljitsj staat model voor de "normale mens" die een "gemaskeerd leven" leidt. Ivan Iljitsj is een soort moderne Elckerlijc, een eenvoudig man die een juridische opleiding geniet en wiens voornaamste droom het is op te gaan in zijn functie. Hij is de plicht, het fatsoen, de beleefdheid en de mate zelve. Hij wordt als een mot door het licht aangetrokken door de wereld der hoger geplaatsten. Naarmate de tijdgeest verlangt, is hij progressief, verdraagzaam en maatschappijkritisch. Hij trouwt een welgesteld meisje, niet om het geld en niet om de liefde, veeleer om de kinderen die hij wordt verondersteld te hebben.
Hoewel hij dat probeert ontkomt hij niet aan de scheuren in zijn leven. Zijn vrouw en hij groeien uit elkaar en drie van zijn kinderen sterven. Naarmate hij probeert het uiterlijk fatsoen te bewaren, gaat het bergaf. Na zijn val van de trap begint hij lichamelijk steeds meer klachten te krijgen, of erop te letten. Zijn leven begint te draaien om gezondheid. In het verhaal wordt niet alleen zijn lichamelijk maar ook geestelijk verval gedetailleerd beschreven. Hij is de mens die sterft en zoekt naar de zin van leven en sterven.

### Gerasimov
Gerasim is een frisse boerenjongen, vrolijk en oprecht, die dienaar is bij Ivan Iljitsj en hem op en af de pot helpt. In het verhaal is hij de enige die de toestand begrijpt waarin zijn heer zich bevindt en op een waarachtige manier met hem meevoelt. Hij is de enige die niet liegt. Hij is de personificatie van de empathie en het medeleven. Hij blijft waken en laat de voeten van Ivan Iljitsj op zijn schouders rusten, wat de pijn verlicht. Hij verbergt niets, en geen moeite is hem te veel, onder meer omdat hij hoopt dat ook voor hem er ooit iemand diezelfde moeite zou geven. Maar voorlopig zegt hij : We moeten allemaal doodgaan. Waarom zou ik niet een beetje moeite voor u doen?' Of: ‘Als je nu niet ziek was (zou ik rusten) … maar nu moet ik je toch zeker dienen!

### Vrouw en gezin
Ivans vrouw, zijn zoon en dochter worden in het verhaal slechts beperkt in kaart gebracht. Vooral wat zijn gezin denkt weet niemand. Wat wel duidelijk wordt, is dat ze mettertijd van elkaar vervreemd zijn. Als er al communicatie is, moet deze als gestoord worden beschouwd. Ze zijn niet in staat te praten over hun onderlinge relatie. En als hij haar al letterlijk verstaan had, zei ze zoiets absurds dat hij het omgekeerd moest begrepen hebben.

### De collega's
Zijn collega's lezen over hem in de krant dat hij gestorven is. Ze denken meteen aan zijn opvolging en de interne verschuivingen. Verder is iedereen blij dat hun collega gestorven is, en dat het aan hen voorbijgegaan is. Ze hebben zijn dood verwacht, maar echt veel maakt het niet uit. Het eerste wat ze doen is medeleven veinzen, en zich afvragen of ze nu wel gepast gedrag vertonen. Verder verdwijnen ze naar de achtergrond. Ze zijn vooral deel van Ivan Iljitsj formele "eerste leven".

### Dokters
Zoals meestal het geval is bij Tolstoj, zijn de behandelend geneesheren kwakzalvers. Ze spreken de ene keer over iets ernstigs, zoals een "wandelende nier", de andere keer over iets lichts dat wel weer overgaat. Tolstoj heeft duidelijk minachting voor hun geklets. Ze gaan immers nooit in op de werkelijke lasten van de patiënt. Ivan Iljitsj herkent in de "opgeblazen gewichtigheid" van de dokter zijn eigen gedrag op de rechtbank, en dat van de magistraat in het algemeen. Ook de magistraten in het verhaal spreken Ivan Iljitsj nooit over zijn naderende stervensproces.

## Stijl
De dood van Ivan Iljitsj wordt verteld door een verteller die niet aanwezig is, geen karakter is in het verhaal, niettemin alomtegenwoordig. De verteller kent zijn hoofdpersonage heel sterk, is als het ware zijn eigen goede ziel. Hij is vooral met die hoofdfiguur bekend; de rest observeert hij, of blijft onbekend. Vooral de compacte beschrijving van de levensloop (aangenaam, optimistisch en fatsoenlijk) in het begin, en het uitgebreide stervensproces geven het verhaal zijn diepgang. De lezer krijgt de neiging zich sterker te identificeren met de stervende en na te denken over zijn eigen leven.

## Thema's

### Ziekte
Binnen Tolstojs werk is de dood een belangrijke zo niet rode draad. Opgebaarde moeders, de dood op het slagveld, de zelfmoord van Anna Karenina … het zijn maar enkele van de vele verwijzingen. Voor het verloop van het verhaal doet de medische oorzaak er vaak weinig toe. Het proces van ziekte en dood is voor Tolstoj veel belangrijker. Het begint met het medisch onderzoek dat de eerste verandering teweegbrengt, omdat de burger patiënt wordt, al deels afhankelijk wordt. Het betekent in deze context ook het begin van het isolement van Ivan Iljitsj. Zijn relatie met de omgeving, de dingen, de tijd verandert, maar ook de relatie met zichzelf. Ivan Iljitsj begint de werkelijkheid en de zin van het leven fundamenteel in vraag te stellen.

### Dood
De novelle kan mogelijk worden gezien als medische literatuur, als een gevalsbeschrijving van kanker en de beleving en psychische fasen van het stervensproces. Net zoals bij veel mensen die het stervensproces aanvangen, wordt er niets gezegd, wordt er niet over gesproken maar weet iedereen ervan. Men probeert zo veel mogelijk iets anders te zeggen. 
De dood is voor de betrokken persoon, na de ervaring van een onverschillige buitenwereld, vooral een inbreuk op de normale orde van het bestaan. In het aanzicht van het niets rest de mens Ivan Illjitsj, zoals elke "normale mens", niets meer dan een angstkreet om de absolute eenzaamheid die hij ervaart. 
In tegenstelling tot in vroeger werk van Tolstoj, zoals Oorlog en vrede, wordt de dood niet abstract beschouwd, maar als de lichamelijke dood, met de blik van iemand die langzaam aan het sterven is. In tegenstelling tot Aantekeningen uit het ondergrondse van Dostojevski is het niet de dood van de ziel maar van het lichaam, en de vleselijkheid van pijn.

### Succes versus verval
Tegenover de schijn van zijn maatschappelijke carrière staat het verval van Ivan Iljitsj en de terugkerende vraag naar de zin van het lijden, dat weggedrukt wordt tot het niet anders meer kan.

### Troost
Sterfelijkheid staat in dit verhaal centraal maar ook de zoektocht naar troost, en het ontkomen aan de sterfelijkheid. Ivan Iljitsj probeert van alles om te ontkomen, onder meer door kinderen te krijgen, hoewel deze ook sterfelijk zijn. In dit verhaal is er op het eerste gezicht geen troost, niet van kinderen, niet van de religie, niet van kunst. Troost vinden we in dit boek in de knecht Gerasimov, de enige die niet met de anderen meeliegt, en er is troost wanneer Iwan Iljitsj medelijden krijgt met zijn huilende vrouw en kinderen, wanneer hij beseft dat zijn dood een opluchting is voor zijn omgeving.

### Autobiografisch
Tolstoj evolueerde, net als zijn hoofdfiguur (vermoedelijk een persoon die ook werkelijk bestaan heeft), naar een degelijke huisvader die hard werkte en succes wilde behalen. Het verschil is vooral dat Tolstoj wel aan een spirituele renaissance kwam. Hij komt in aanraking met de onsterfelijkheid, en denkt samen met Ivan Iljitsj over zijn eigen leven en dood. Na een beklemmende doodservaring tussen 1877 en 1886 komt het thema dood steeds vaker terug in Tolstojs dagboekaantekeningen. Tolstoj trekt zich in die tijd terug uit de literatuur en wordt prediker, filosoof, anarchist en boer. De dood van Ivan Iljitsj kan gelezen worden in het verlengde van De biecht, als een bekeringsverhaal, een geestelijk ontwaken naast het lichamelijk sterven.